# Gimsøy kyrka
Grimsøy kyrka är en långhuskyrka i Skiens kommun i Telemark fylke i Norge. Kyrkan byggdes som beredskapsarbete efter första världskriget och invigdes den 10 december 1922. Den är omgiven av en kyrkogård och ägs av församlingen.
Namnet Grimsøy har rötter till det nedbrunna Gimsøy kloster från mitten av 1100-talet.
Kyrkan byggdes om 1972 och fick sju nya glasmålningar i koret med motiv av Kristus, Moses, Elia och de fyra evangelisterna som skapats av elever från Statens håndverks- og kunstindustriskole. Den ursprungliga altartavlan, med motivet Kristi himmelsfärd, målades av Finn Krafft. Den ersattes av glasmålningarna men är fortfarande i församlingens ägo. Kalvariegruppen skapades troligen av Maja Refsum. Predikstolen och dopfunten har skapats av Asbjørn Hylland.
Kyrkan fick sin första orgel 1932  men dagens orgel är från 1979 och har 11 stämmor. Kyrkklockan är samtida med kyrkan.